# 王昌 (1886年)
王昌（1886年—1918年9月1日），广东省香山县（今中山市）二区石门乡人。早年在香港做工，后来参加革命，赴加拿大充任侨工，刺杀了汤化龙。

## 生平

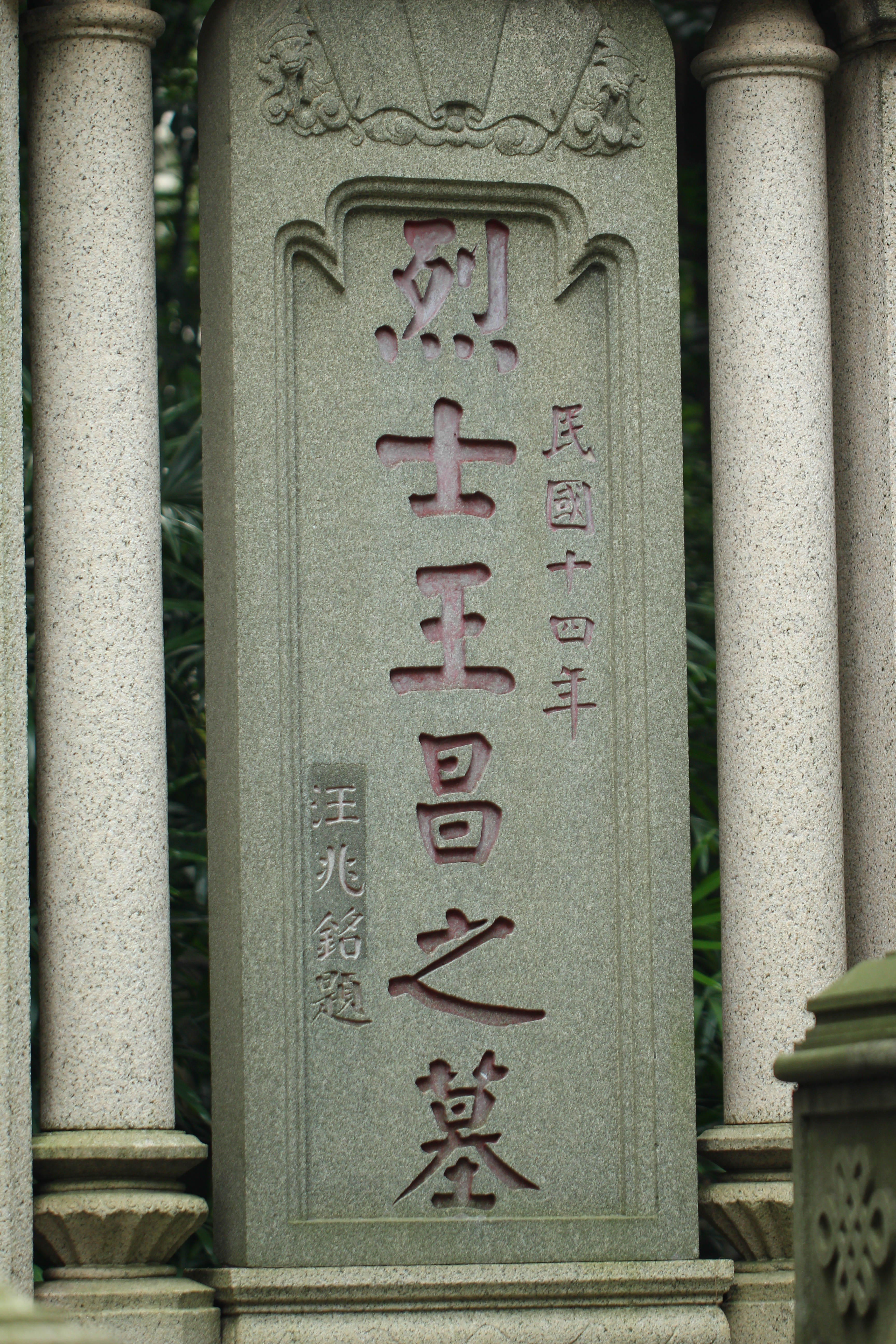
烈士王昌之墓。上款为“民国十四年”，下款为“汪兆铭题”

王昌生于一个贫农家庭，他的父亲叫王协和，母亲叫刘氏，他们育有三儿三女，王昌排行第二。幼时他入读书塾。16岁时，他随乡亲到香港做工。在香港期间，他逐渐受到孙中山的革命思想影响。后来，加拿大华侨李翰屏介绍王昌参加了孙中山领导的革命组织。为了同康有为、梁启超领导的保皇会竞争，在李翰屏的推荐下，王昌被孙中山派到加拿大的維多利亞（即“域多利”）。王昌在此开设理发店作为据点，进行革命活动，争取当地华侨支持革命。
1918年9月1日，曾经支持段祺瑞的汤化龙到访加拿大維多利亞，赴香花楼吃接风宴。不料汤化龙在吃完饭下楼时，遭到王昌枪击，当即被击毙。王昌随即回到理发店，和工友告别后即自杀。王昌享年33岁，终生未婚。
孙中山得知后，当即电告旅加华侨将王昌的遗体用玻璃棺装殓，并派两名专员赴加拿大将灵柩运回广州，停于永胜寺。随后，灵柩运抵石岐，在城隍庙举行了追悼会，并将棺木更换为檀香山棺。此后，灵柩又由庆云舰运出广州城，并在市立第一公园又举行了追悼会。会后，王昌被以党礼葬于黄花岗的左侧（现黄花岗公园）。王昌是中国国民党历史上（即包括该党的前身中国同盟会、中华革命党等）获得党葬的第一人。
王昌决心刺杀湯化龙之时，曾给他的三弟王渭敏写下了遗书，内称：
|  | 渭敏贤弟收看： 我不忍坐视国亡，实行铁血主义。日后所做工夫，不得而知。但你见字，切勿为我悲伤。你虽然失去一个哥哥，将来得番十个哥哥不止。你要积蓄金钱回归祖国，安慰二老亲。 |